# 벽랑국
벽랑국(碧浪國)은 현재 전라남도 완도군에 위치했던 나라이다.
탐라에 농경과 가축, 직조, 의상, 국가조직을 전했다.
신라 후기 경덕왕 때 불렸던 탐진현 남쪽 섬의 하나인 벽랑도(현재 소랑도)였다.
고려시대부터 조선조 후기까지의 각종 지지에는 벽랑도가 강진현의 섬으로 기록되어 있다.

## 같이 보기
- 탐라국
- 단군조선
- 마한
- 삼사석